# Smușkîne, Krasnoperekopsk
Smușkîne (în ucraineană Смушкине) este un sat în comuna Krasnoarmiiske din raionul Krasnoperekopsk, Republica Autonomă Crimeea, Ucraina.

## Demografie
Componența lingvistică a localității Smușkîne
     Ucraineană (40,28%)
     Tătară crimeeană (31,94%)
     Rusă (16,67%)
     Belarusă (1,39%)
Conform recensământului din 2001, nu exista o limbă vorbită de majoritatea populației, aceasta fiind compusă din vorbitori de ucraineană (40,28%), tătară crimeeană (31,94%), rusă (16,67%) și belarusă (1,39%).